# サツェベリ

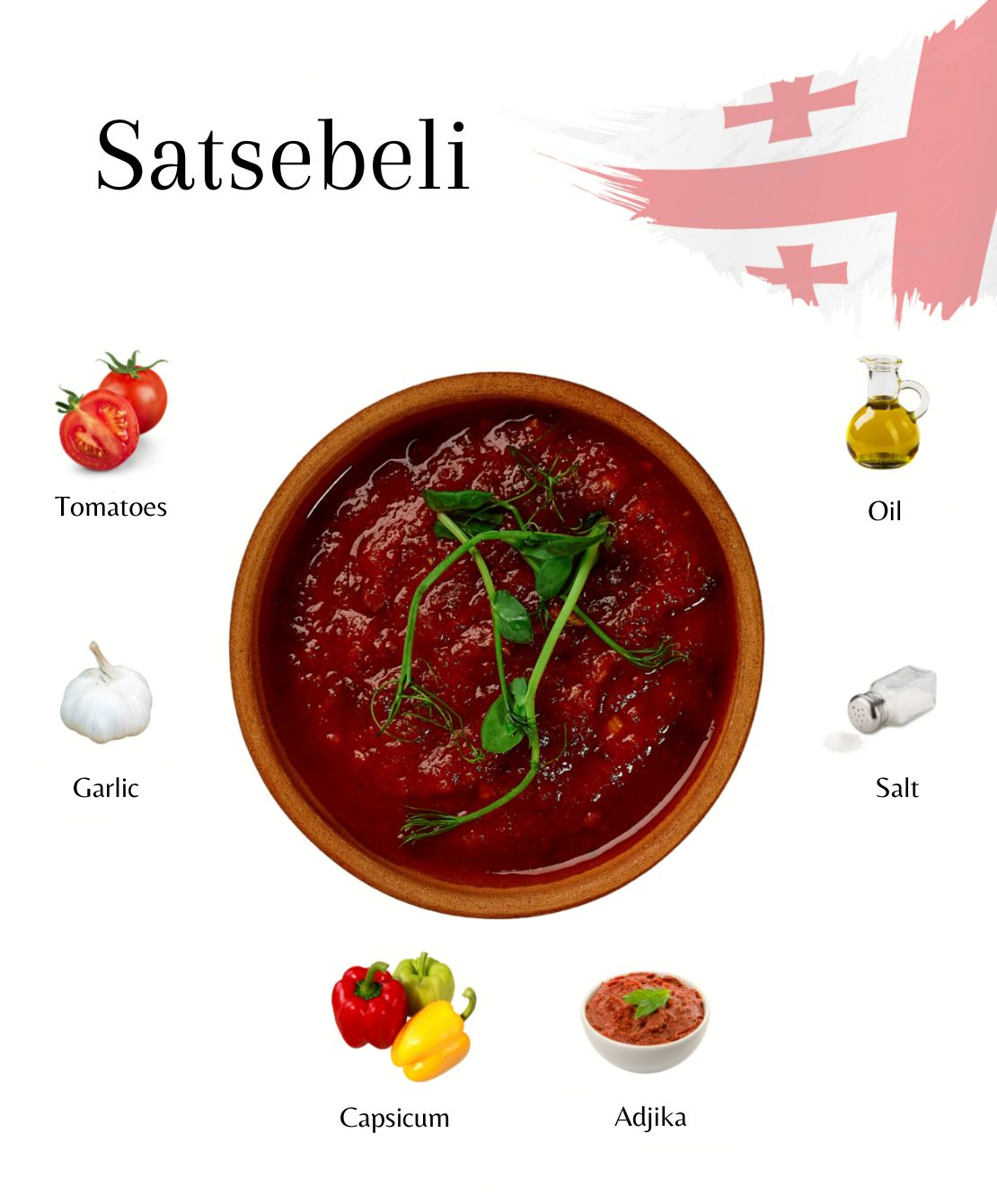
サツェベリに用いる材料

サツェベリ（グルジア語: საწებელი）は、ジョージアのソースである。トマトペースト、コリアンダー、ニンニク、酢、コショウ、フメリスネリ（伝統的なジョージアのミックススパイス）、水、アジカ（唐辛子ペースト）等から作る。非常に辛い。